# 그랜트 테일러
그랜트 테일러(Grant Taylor, 1917년 12월 6일 ~ 1971년 1월 1일)는 오스트레일리아의 배우, 텔레비전 배우이다.
뉴캐슬어폰타인에서 태어났다.

## 영화
- 더 웬즈데이 플레이 (1964년)
- 그날이 오면 (1959년)
- 롱 존 실버 (1954년)
- 더 래츠 오브 토브럭 (1944년)
- 4만명의 기병 (1940년)